# Jagdstern (Ettersburg)

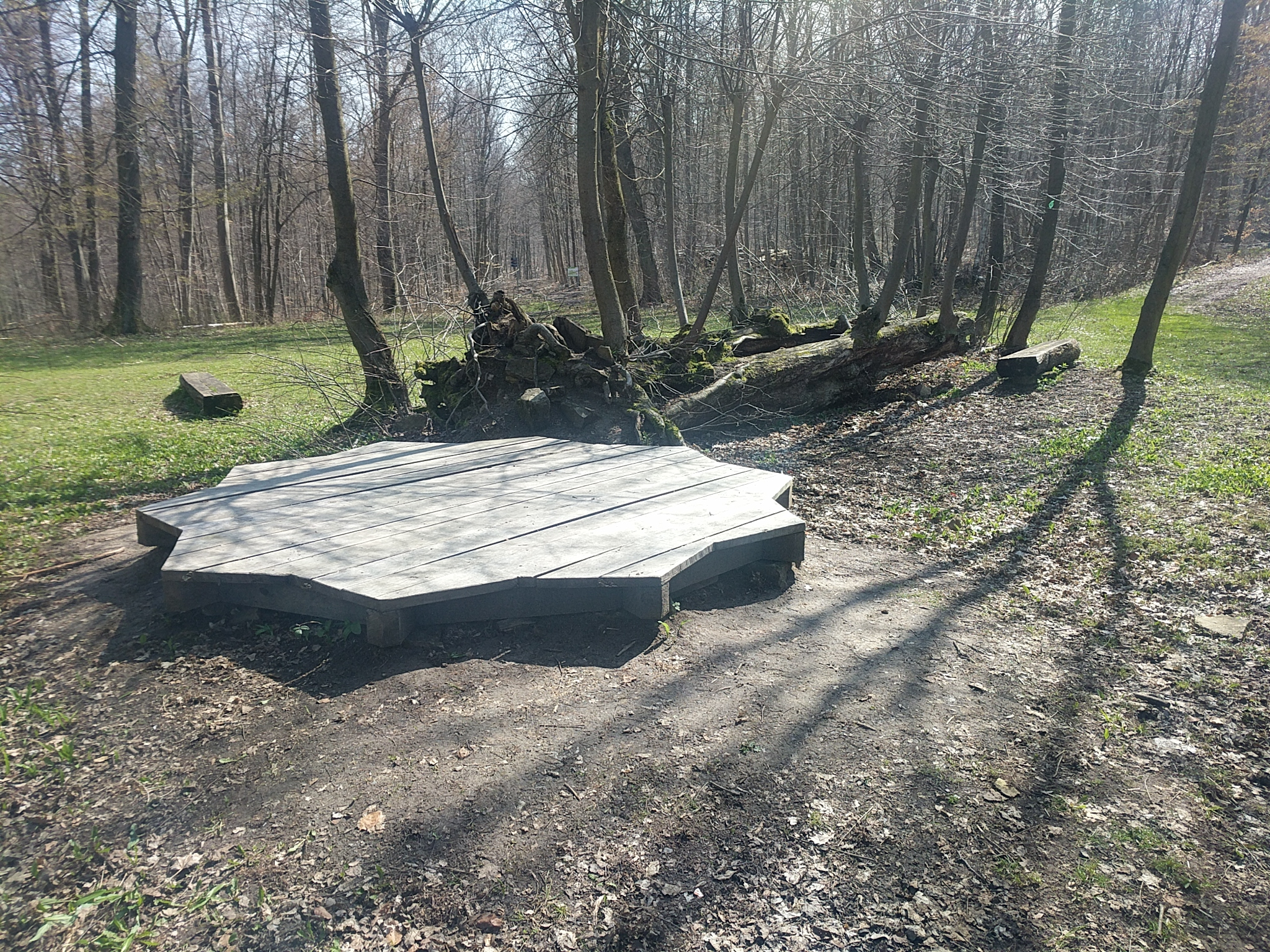
Der Jagdstern am Südende des Pücklerschlags, Ausgangspunkt der zehn als Alleen bezeichneten Sichtachsen durch den Wald auf dem Ettersberg (April 2023)

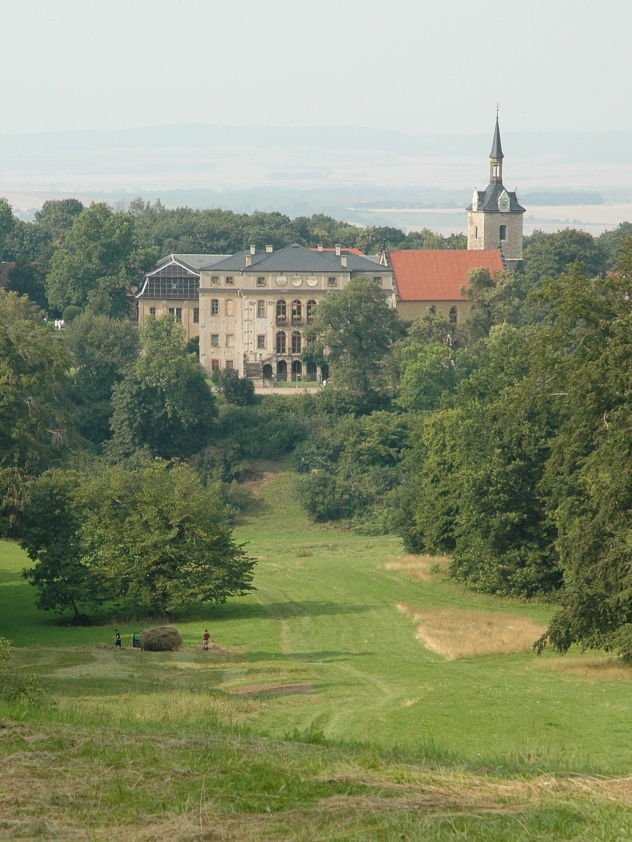
Schloss Ettersburg vom Pücklerschlag her gesehen

Der Jagdstern auf der Nordseite des Großen Ettersberges mit der Ringwallanlage Brunfthof als dessen Mittelpunkt ist eine in den Wald eingeschlagene breite Schneise vom Pfaffengrund unterhalb von Schloss Ettersburg bei der Alten Burg bis zum Brunfthof in Weimar. Er entstand in den 1840er Jahren unter Fürst Hermann von Pückler-Muskau, weshalb diese Schneise auch der Pücklerschlag heißt. Ursprünglich war genau das die Schlossallee, die einst die wichtigste Allee des Jagdschlosses Ettersburg war, das 1706–1712 durch Herzog Wilhelm Ernst von Sachsen-Weimar erbaut wurde. Der Herzog hatte allerdings auch weitere Jagdgebiete wie das Webicht. Zu seiner Zeit hatte die Jagd einen hohen gesellschaftlichen Stellenwert. Oberhalb des Brunfthofes führt eine Erweiterung, die „Zeitschneise“, zum KZ Buchenwald. Der Jagdstern selbst wurde um 1700 angelegt. Im Jahre 1723 wurde am Scheitelpunkt des Jagdsterns, dem Brunfthof, das Brunfthofschlößchen errichtet. Davon gibt es kaum nennenswerte Überreste. Es entstand die Jagdanlage in den Jahren 1733 bis 1739 unter Ernst August I. und überdeckte teilweise die Wallanlage des Brunfthofes. Bei den Anlagen soll es sich um ein turmartiges Bauwerk im Stil der italienischen Renaissance mit umlaufendem Balkon gehandelt haben, dessen unterirdische Pirschgänge in die Schneisen des Jagdsterns hinein liefen. Das Jagdhaus auf dem Brunfthof, in dessen Keller sich eine Alchimistenwerkstatt befunden haben soll, wurde bereits 1748 wieder abgebrochen.
Vom Brunfthof ausgehend, wurden zehn Wege strahlenförmig angelegt. Im Uhrzeigersinn sind das die eben genannte Schlossallee sowie weiterhin die
- Lämmerwiesenallee

Sie ging nordöstlich zur Ortslage Ettersburg.
- Heuhausallee

In nordöstlicher Richtung nahe der Warte geht diese in die Ettersburger Landstraße.
- Wolfsgalgenallee

Als eine der längsten dieser Sternalleen erreicht sie kurz vor dem Obelisken die Blutstraße nach Buchenwald.
- Dreilindenallee

In südöstlicher Richtung als Waldweg erreicht diese die Blutstraße. Dieses war für die Verbindung nach Weimar in barocker Zeit besonders wichtig. In südlicher Richtung setzte diese sich fort als eine breite, mit Kastanien bepflanzte Allee, weshalb sie dort auch Kastanienallee genannt wird, die nach Lützendorf führte. Es sollte wohl eine breite Zufahrt zum Brunfthof geben, die unausgeführt blieb. Es sollte eine Verbindung von Ettersburg nach Weimar geben, bevor die Chaussierung angelegt wurde.
- Neunlindenallee

Das ist die kürzeste Verbindung in Richtung Blutstraße.
- Teufelskrippenallee

Es ist eine südwestliche Wegeführung, die nur stückweise erhalten ist.
- Grünehausallee

Diese ist die längste der Jadsternalleen, die von der Mitte des Jagdsterns nach der Gedenkstätte Buchenwald geht und bis zum sog. Carachoweg reicht.
- Singerbachallee

In nordwestlicher Richtung geht diese durch den Ettersbergwald bis hin nahe Hottelstedt.
- Fuchsbauallee

Die letztgenannte Fuchsbauallee schließlich in fast nördlicher Richtung besteht nur noch als namenloser Weg.
Die Alleen sind teilweise aufgeforstet worden. Das erschwert eine Lokalisierung und Zuordnung der Wege wesentlich. Eine Erhaltung des Jagdsterns als kulturgeschichtliches Denkmal wäre wünschenswert. Nicht nur die teilweise Aufforstung hat dem Jagdstern zugesetzt. Schon 1918 wurden Teile des Ettersberges als Brennholzquelle freigegeben, was auch an dem Jagdstern nicht spurlos vorüberging. Ein solches Waldstück nördlich des Herrenrödchens wurde daher zum Revolutionsschlag. In der NS-Zeit wurde bar jeder kulturgeschichtlichen Rücksicht zwischen der Singerbachallee und der Wolfsgalgenallee das Konzentrationslager Buchenwald errichtet. So verschwand auch der Name des Jagdsterns aus dem Gedächtnis. In den 1950er Jahren fanden zwischen der Heuhausallee und der Wolfsgalgenallee Salzbohrungen statt, die im Umfeld ganze Waldteile zum Absterben brachten. Es hatte lange gebraucht, diese Schäden zu beheben. Der Bereich ist auch Erholungs- und Wandergebiet.
In Weimar gehen die dortigen Kaiserlinden auf eine 1808 stattgefundene Jagd zurück, bei der u. a. Kaiser Napoleon I., Alexander I. und weitere Fürsten zu Gast waren. Diese hat im Bereich des Jagdsterns stattgefunden.